# Kupa na Bălgarija 2019-2020
La Coppa di Bulgaria 2019-2020 è stata la 38ª edizione di questo trofeo, e l'80ª in generale di una coppa nazionale bulgara di calcio, iniziata il 4 settembre 2019 e terminata il 1º luglio 2020. Il Lokomotiv Plovdiv ha vinto la competizione per la seconda volta nella sua storia, la seconda consecutiva.
Partecipano tutti i club professionistici e sedici squadre di dilettanti vincitrici delle competizioni regionali.

## Turno preliminare
| Squadra 1             | Risultato       | Squadra 2         |
| --------------------- | --------------- | ----------------- |
| 4 settembre 2019      |                 |                   |
| Minjor Pernik         | 1 – 0           | Strumska Slava    |
| Svetkavica            | 1 – 4           | Spartak Pleven    |
| Hitrino               | 1 – 2 (dts)     | Kariana Erden     |
| Varbitsa Benkovski    | 1 – 4           | Čern. Balčik      |
| Lato Alekovo          | 0 – 1           | Spartak Varna     |
| Marica Plovdiv        | 1 – 3           | Lokomotiv GO      |
| Vihren Sandanski      | 0 – 2           | Botev Gălăbovo    |
| Sozopol               | 0 – 1           | Pomorie           |
| 5 settembre 2019      |                 |                   |
| Suvorovo              | 0 – 3           | CSKA 1948 Sofia   |
| Partizan Červen Brjag | 1 – 4           | Hebăr Pazardžik   |
| Dobrudža              | 1 – 0           | Lokomotiv Sofia   |
| Zagorec               | 0 – 0 (5-4 dtr) | OFK Pirin         |
| Drenovets             | 1 – 2 (dts)     | Liteks Loveč      |
| 6 settembre 2019      |                 |                   |
| Sevlievo              | 1 – 3 (dts)     | Neftohimik Burgas |

## Primo turno
| Squadra 1         | Risultato | Squadra 2         |
| ----------------- | --------- | ----------------- |
| 24 settembre 2019 |           |                   |
| Botev Ihtiman     | 0 – 3     | Černo More Varna  |
| Kariana Erden     | 3 – 0     | Carsko Selo       |
| Lokomotiv GO      | 0 – 3     | CSKA Sofia        |
| 25 settembre 2019 |           |                   |
| Dobrudža          | 0 – 4     | Botev Vraca       |
| Minjor Pernik     | 1 – 2     | Botev Plovdiv     |
| Spartak Varna     | 1 – 5     | Levski Sofia      |
| Zagorec           | 0 – 4     | Slavia Sofia      |
| Liteks Loveč      | 3 – 0     | Montana           |
| Neftohimik Burgas | 1 – 4     | Ludogorec         |
| 26 settembre 2019 |           |                   |
| Balkan Botevgrad  | 0 – 3     | Lokomotiv Plovdiv |
| Hebăr Pazardžik   | 0 – 2     | Arda Kărdžali     |
| Pomorie           | 0 – 2     | Beroe             |
| Septemvri Sofia   | 4 – 3     | Spartak Pleven    |
| Čern. Balčik      | 0 – 4     | Vitoša Bistrica   |
| Botev Gălăbovo    | 2 – 1     | Etăr              |
| CSKA 1948 Sofia   | 2 – 1     | Dunav Ruse        |

## Ottavi di finale
| Squadra 1         | Risultato | Squadra 2        |
| ----------------- | --------- | ---------------- |
| 3 dicembre 2019   |           |                  |
| Beroe             | 3 – 4     | CSKA 1948 Sofia  |
| Slavia Sofia      | 1 – 2     | Botev Plovdiv    |
| 4 dicembre 2019   |           |                  |
| Septemvri Sofia   | 0 – 3     | Ludogorec        |
| Botev Gălăbovo    | 2 – 1     | Vitoša Bistrica  |
| Botev Vraca       | 4 – 0     | Kariana Erden    |
| Levski Sofia      | 1 – 0     | Černo More Varna |
| 5 dicembre 2019   |           |                  |
| Arda Kărdžali     | 0 – 1     | CSKA Sofia       |
| Lokomotiv Plovdiv | 2 – 1     | Liteks Loveč     |

## Quarti di finale
| Squadra 1         | Risultato       | Squadra 2       |
| ----------------- | --------------- | --------------- |
| 3 marzo 2020      |                 |                 |
| Lokomotiv Plovdiv | 2 – 0           | CSKA 1948 Sofia |
| CSKA Sofia        | 2 – 1           | Botev Vraca     |
| 4 marzo 2020      |                 |                 |
| Botev Gălăbovo    | 0 – 1 (dts)     | Botev Plovdiv   |
| 5 marzo 2020      |                 |                 |
| Levski Sofia      | 0 – 0 (6-5 dtr) | Ludogorec       |

## Semifinali
| Squadra 1                       | Totale | Squadra 2    | Andata | Ritorno |
| ------------------------------- | ------ | ------------ | ------ | ------- |
| 9 giugno 2020 / 23 giugno 2020  |        |              |        |         |
| Lokomotiv Plovdiv               | 2 – 0  | Levski Sofia | 2 - 0  | 0 - 0   |
| 10 giugno 2020 / 24 giugno 2020 |        |              |        |         |
| Botev Plovdiv                   | 0 – 2  | CSKA Sofia   | 0 - 0  | 0 - 2   |

## Finale
| Arbitro: | Georgi Kabakov |

|                           |                      |                                          |
| Zanev Sowe Geferson Carey | Tiri di rigore 3 – 5 | Iliev Almeida Karagaren Malonga Cvetanov |